# Jacques Chocheyras
 (juillet 2009).
Si vous disposez d'ouvrages ou d'articles de référence ou si vous connaissez des sites web de qualité traitant du thème abordé ici, merci de compléter l'article en donnant les références utiles à sa vérifiabilité et en les liant à la section « Notes et références ».
Jacques Chocheyras est un philologue contemporain.

## Aperçu biographique
Né le 5 juin 1929 à St-Etienne, Jacques Chocheyras a fait toutes ses études secondaires et supérieures à Lyon, au lycée Ampère et à la Faculté des Lettres. Devenu agrégé de grammaire en 1956, il entre comme assistant à la Faculté des Lettres de Grenoble en 1963 et en ressort en 1992 comme professeur émérite de ce qui était devenu en 1970 l'Université Stendhal (Grenoble III), elle-même devant être intégrée en 2016 dans L'Université Grenoble Alpes.
Cet enseignant-chercheur et écrivain a publié plusieurs ouvrages dans plusieurs domaines: études médiévales, histoire des légendes (notamment religieuses)et, plus récemment, études pauliniennes.

## Certaines de ses publications accompagnées de résumés
- Le théâtre religieux en Savoie au XVIe siècle, Droz, Genève, 1971.

Dans ce livre, on a une recherche sur les originaux des pièces dramatiques représentées en Maurienne, en reconnaissance de la protection contre les pestes.
- Le théâtre religieux en Dauphiné du Moyen Age au XVIIIe siècle, Droz, Genève, 1975.

Domaine français et provençal, théâtre de villes et théâtre rural, émulation et « fatistes » de Mystères perpétuent cette tradition jusqu'à l'aube du XIXe siècle. C'est son histoire qui est analysée ici.
- La Vie de Marie Magdaleine par personnages, Droz, Genève, 1986. Édition critique en collaboration avec Graham A. Runnalls, grand spécialiste du théâtre religieux en France.

Ce Mystère qui reprend l'histoire du roi de Provence selon La Légende Dorée a sans doute été jouée à Lyon dans le couvent des Cordeliers.
- Saint Jacques à Compostelle, éditions Ouest-France, Rennes, 1985, revu et corrigé en 1997. Traduction espagnole : Ensayo historico sobre Santiago en Compostela, Gedisa editorial, Barcelona, 1989.

Dans ce livre, l'auteur fait la démonstration que le tombeau de saint Jacques abrite en réalité les restes d'un évêque hérétique espagnol du IVe siècle, Priscillien, qui fut exécuté à Trèves (alors capitale de l'Empire romain) et vénéré comme un saint pendant plusieurs siècles.
- Tristan et Iseut : genèse d'un mythe littéraire, Paris, Honoré Champion, 1996  (ISBN 2844210260).

Cet ouvrage ne sacrifie guère aux interprétations psychologiques ou mythologiques du mythe tristanien auxquels la critique nous a habitués. S'attachant d'abord au problème des origines, s'attaquant ensuite à a question de la création romanesque (spécialement celle de Béroul, abordant enfin le débat sur la signification controversée de l'œuvre, il soutient une thèse originale sur son caractère hérétique par rapport à l'orthodoxie chrétienne et à l'opinion dominante traditionnelle.
- Les Saintes de la mer, Paradigme, Medievalia, 1998.

Les pèlerinages des « saint(e)s de la mer » témoignent de la piété toujours vivace envers Marie de Magdala, Marthe, Marie Jacobi et Marie Salomé - les « saintes femmes » -, qui abordèrent en Provence avec Lazare et Maximin. Jacques Chocheyras reconstitue les circonstances et les événements qui ont conduit au développement de leur culte en ces lieux. Il étudie les données rassemblées par les historiens et les archéologues, reprenant la critique des textes, l'auteur montre les traces de cultes antérieurs. Rapprochant des informations issues des Chrétientés grecque et occidentale, il retrace les étapes du culte de Marie-Madeleine, et décrit son cheminement jusqu'à Vézelay. Compte rendu de Mgr Victor Saxer dans la revue Le Moyen Age, Bruxelles, n° 2 de I999, tome CV, p. 526-529.
- Les Actes des Apôtres Pierre et Paul, histoire, tradition et légende, Religion et Sciences Humaines, L'Harmattan, 2001, 260 p.  (ISBN 2-7475-1179-0). Compte rendu de J. Radermakers, S.J., dans La Nouvelle Revue Théologique, tome 127/1, 2005, Bruxelles, p. 123-124.

Il utilise une lecture critique du seul livre historique du Nouveau Testament, Les Actes des apôtres, et en analyse l'élaboration : ce serait l'histoire de l'apostolat de Paul, remaniée au bénéfice de l'histoire de l'Eglise ; un recueil de traditions sur Pierre arrangées pour faire du « chef des apôtres » le pendant de « l'apôtre des païens ». Il pense avoir ainsi dégagé l'authenticité des faits : la mort de Pierre dans une prison de Jérusalem et l'histoire de sa tombe romaineLecture critique de l'Épître aux Galates, suivie de : Les épîtres aux Thessaloniciens restituées, éditions Golias, Villeurbanne, 2010, 153 p. « Ce livre s'adresse à tous ceux qui voudraient pouvoir lire, en comprenant pleinement leur sens, Les lettres authentiques de Paul de Tarse, premiers témoins du christianisme. C'est pourquoi le fondement de ce travail est scientifique et sa démarche pédagogique. »
- Réalité et imaginaire dans le Tristan de Béroul, Paris, Honoré Champion, 2011  (ISBN 978-2745320490)

« Dans cet ouvrage, qu’introduit une audacieuse synthèse, l'auteur prend parti : le Tristan de Béroul est décidément le premier roman moderne. Entre les lettres d'Héloïse et Abélard et Manon Lescaut se roman paradoxal est une œuvre qui ébranle encore nos consciences. »
- "Les trois auteurs de l'Epître aux Romains ", Edilivre.com, 2018

« Sur deux lettres originales de Paul de Tarse, se sont greffées successivement de longues interpolations, l'une de l'hérésiarque Marcion, l'autre de l'Eglise de Rome, vers l'an 150, altérant ainsi profondément la pensée de l'auteur.»

Les lettres authentiques de l'apôtre Paul. Essai de restitution, Connaissance et Savoirs, 2021.
Présenté dans un ordre chronologique probable, et à tout le moins logique, et publié dans une traduction nouvelle, un corpus de la vingtaine de lettres, fragments de lettres et billets jugés authentiques par l'auteur, au détriment des épîtres ou passages interpolés qui contient le canon actuel des Epîtres pauliniennes.